# Roger II Trencavel
Roger II Trencavel ou Roger II de Béziers, né en 1149-1150 et mort le 19 mars 1194, est un vicomte de Béziers, de Carcassonne et d’Albi de 1167 à 1194. Il était fils de Raimond Ier Trencavel, vicomte de Béziers, d’Albi et de Carcassonne, et de son épouse Saura.

## Biographie
En 1167, il succède à son père, assassiné par les bourgeois de Béziers. Ceux-ci, révoltés, refusent d'ouvrir les portes de la ville au nouveau vicomte. Avec l'aide de troupes fournies par Alphonse II d'Aragon, Roger assiège, prend la ville et massacre une partie de la population de la ville.
Mais Roger est désormais vassal du roi d'Aragon pour Carcassonne et le Razès, et du comte de Toulouse pour Béziers et Albi. Il conclut une alliance avec le comte de Toulouse en épousant sa fille Adélaïde et en mariant sa sœur avec Raymond, héritier de Toulouse.
Dans les années qui suivent, le catharisme progresse en Occitanie. Vigoureusement combattu par le comte de Toulouse, il est toléré par Roger et Adélaïde. Raymond V demande de l'aide à Henri de Marsiac, abbé de Clairvaux et ils assiègent Lavaur, qui constitue la dot d'Adélaïde, en 1181. La ville est prise, des cathares qui y vivaient doivent abjurer, et Raymond conserve la ville. Cela n'empêche pas Roger et Adélaïde de tolérer les cathares à leur cour, à tel point que Roger nomme à sa mort, un cathare notoire, Bertrand de Saissac, comme tuteur de son fils et comme régent des vicomtés.
Roger II meurt le 19 mars 1194 et est inhumé au prieuré Sainte-Marie de Cassan.

## Mariage et enfants
Il épouse en 1171 Adélaïde de Toulouse, fille de Raymond V, comte de Toulouse, et de Constance de France, qui donne naissance à :
- Raimond Roger (1185-1209), vicomte d’Albi, de Béziers et de Carcassonne.